# Albaniana
 (septembre 2012).
Si vous disposez d'ouvrages ou d'articles de référence ou si vous connaissez des sites web de qualité traitant du thème abordé ici, merci de compléter l'article en donnant les références utiles à sa vérifiabilité et en les liant à la section « Notes et références ».
Albaniana ou Albanianae, aujourd'hui Alphen-sur-le-Rhin, est un castellum romain de la défenses des Limes du Vieux Rhin de Germanie inférieure proche de la mer du Nord, dans le territoire du peuple des Cananefates.

## Castellum Albaniana

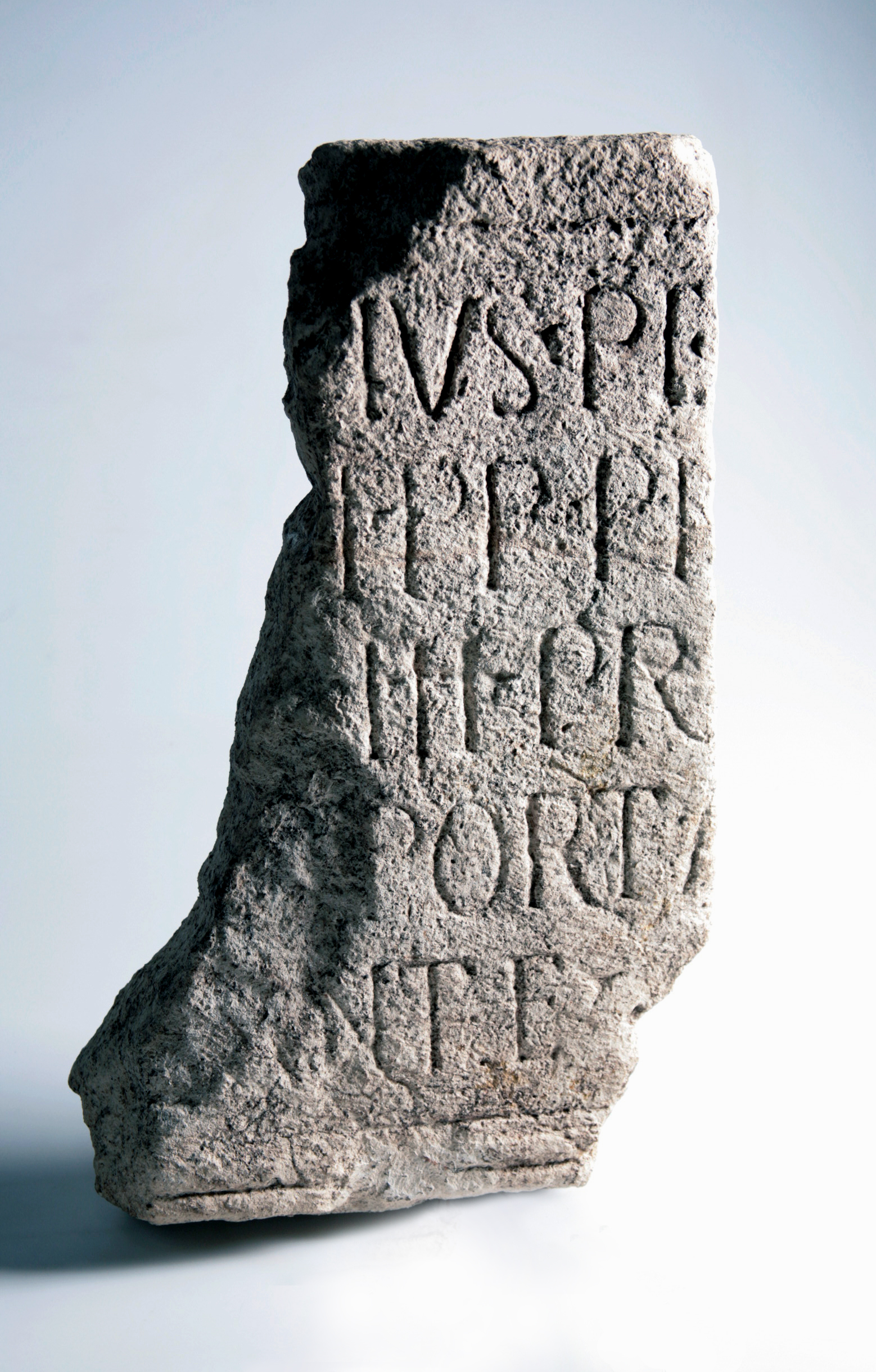
Inscription sur la porte dAlbanianae

Albaniana est indiqué sur la carte de Peutinger entre Nigrum Pullum aujourd'hui Zwammerdam et Matilo (actuellement Leyde-Roomburg). Albaniana est également mentionnée dans l'itinéraire d'Antonin au IIIe siècle. Il est situé entre Praetorium Agrippinae, le Valkenburg contemporain et Flevum, aujourd'hui Velsen
Le castellum d'Albaniana défendait le confluent du Vieux Rhin et de l'Aar, petite rivière de Zéelande. Une partie du mur d'enceinte a été mise au jour en 2002-2003.
La datation dendrochronologique précise que le castellum a été construit après la visite de l'empereur Caligula en Germanie inférieure en l'an 40. La plupart des monnaies trouvées datent du même règne, ce qui tend à confirmer cette hypothèse.[précision nécessaire]
Les dimensions relevées des fortifications sont de 80 sur 120 mètres. Le fort était protégé par un rempart en terre entouré de douves, de murs palissadés, de portes en bois et de tours d'angle.
Albaniana a été détruit, comme tous les autres castella du Vieux Rhin au cours de la révolte du peuple des Bataves par le peuple des Cananefates conduit par Brinno, avec l'aide du peuple des Frisons.
Il est occupé par la cohorte VI Breucorum sous le règne des Flaviens. Vers 160 le mur est reconstruit en pierres. Il est rénové en 200, la muraille porte une inscription en l'honneur de l'empereur Septime Sévère précisant qu'il a ordonné la reconstruction,.
Il est abandonné vers 270, sous la pression des invasions germaniques.
Les fouilles ont commencé en 2001 dans le centre d'Alphen-sur-le-Rhin, avant d'entamer la construction d'un nouveau centre commercial. Elles ont mis au jour les restes de deux longs bâtiments susceptibles d'avoir servi d'entrepôt. La caserne a été retrouvée avec le plancher en bois d'origine. De nombreux objets personnels de la légion sont découverts : un miroir et des fragments gravés, plus de 700 pièces romaines, dont un aureus de Tibère. Des indices comme du bois de construction - y compris une porte - de reliefs de nourriture et de semences vont permettre de préciser les techniques de construction romaine et les habitudes alimentaires.